# Hip-hop komediowy
Hip-hop komediowy (ang. comedy hip hop) – podgatunek hip-hopu, powstał w latach 80. XX w. w Stanach Zjednoczonych.
Hip-hop komediowy jest formą stosowaną przez artystów w celu osiągnięcia efektu parodii. Często utwory tego nurtu nagrywane są jako ścieżki dźwiękowe do filmów komediowych (Straszny film 3, Meet the Spartans, How High). Tego typu twórczość łączy się również z występami kabaretowymi, jak chociażby skecze afroamerykańskiego komika Katta Williamsa.
Raperzy, którzy łączeni są z nurtem hip-hopu komediowego (np. Afroman czy Katt Williams), zazwyczaj eksperymentują z formą i satyrycznie ukazują hip-hopową rzeczywistość (narkotyki, wojny gangów, prostytucja).
Przedstawicielem gatunku w Polsce jest zespół Grupa Operacyjna.